# Södermanlands Fotbollförbund
Södermanlands Fotbollförbund (Södermanlands FF), grundat 25 mars 1917, är ett av de 24 distriktsförbunden under Svenska Fotbollförbundet. Södermanlands FF administrerar de lägre serierna för seniorer och ungdomsserierna i Södermanlands län samt Nykvarns och Södertälje kommuner i Stockholms län.

## Serier
Södermanlands FF administrerar följande serier:

### Herrar
Division 4 - en serie

Division 5 - en serier

Division 6 - två serier

Division 7 - fyra serier

### Damer
Division 3 - en serie

Division 4 - en serie

### Övriga serier
- Ungdomsserier